# 658 (tal)
658 är det naturliga heltal som följer 657 och följs av 659.

## Matematiska egenskaper
- 658 är ett jämnt tal.
- 658 är ett sammansatt tal.
- 658 är ett defekt tal.
- 658 är ett palindromtal i det Hexadecimala talsystemet.

## Inom vetenskapen
- 658 Asteria, en asteroid.